# 강병기
강병기(姜炳基, 1960년 9월 15일 ~ 2021년 1월 28일)는 대한민국의 정치인이다. 민선 5기 제7대 경상남도 정무부지사를 역임한 경상남도의 대표적 진보 정치인이다. 대한민국 제 17대 국회의원 선거에 출마를 예정하고 있었으나 전국농민회총연맹 정치위원장 시절 2002년 30만 농민대항쟁을 주도했다는 명목으로 집행유예를 선고받아 있는 상태로 사면복권되지 못해 출마가 좌절된 바 있다. 이후 대한민국 제18대 국회의원 총선거에 출마 19.85%의 지지율을 얻었다. 이후 민선5기를 선출하는 6.2 지방선거에 경상남도도지사선거에 출마했지만. 무소속 경상남도 도지사 후보인 김두관과 야권통합을 통해 경남의 야권승리의 발판을 마련했다. 민선 5기의 출범 이후 경상남도 정무부지사직을 맡아 지방공동정부의 수반역할을 했다. 2021년 1월 28일, 뇌출혈로 투병하다 사망했다.

## 학력
- 1972년 2월 진주 대곡초등학교 졸업
- 1975년 2월 진주 대곡중학교 졸업
- 1978년 2월 대곡고등학교 졸업
- 1984년 2월 부산대학교 공과대학 졸업

## 경력
- 2001년 전국농민회 총연맹 사무총장
- 2002년 전국농민회 총연맹 정책위원장
- 2003년 전국농민회 총연맹 정치위원장
진주시 학교급식조례제정 주민발의위원장
달팽이 어린이도서관 건립추진위원장
- 2006년~2007년  민주노동당 최고위원
- 2008년 대한민국 제18대 국회의원 선거 진주을 출마
- 2009년~2010년 6월 민주노동당 진주시위원회 위원장
- 2009년 민주노동당 경남도당 농민위원장
- 2009년 시외버스 부당요금 징수문제 해결을 위한 경남대책위 상임대표
- 2009년 쌀값 지원 조례 제정 청구인 대표
- 2009년 민주노동당 경남도당 더큰경남발전위원회 위원장
- 2009년 민주노동당 경남도당 도지사 예비후보
- 2010년 ~ 2011년 경상남도 정무부지사

## 역대 선거 결과
|  | 19.85% |

|  | 0% |

|  | 5.09% |